# 2008年夏季奥林匹克运动会玻利维亚代表团
2008年夏季奥林匹克运动会玻利維亞代表团会参加2008年8月8日至24日在中国北京主办的第29届夏季奥运。共派出七名运动员（三女四男）。除自行车手霍拉希奥·加利亚多外，所有运动员都完成了他们的比赛，尽管没有获得任何奖牌。